# WTA Dubai

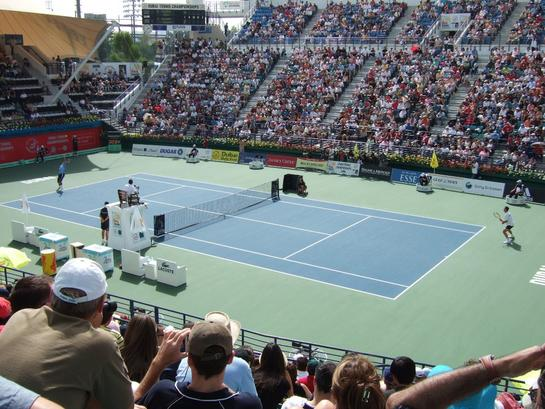
Hauptplatz (2006)

Das WTA Dubai (offiziell: Dubai Duty Free Tennis Championships) ist ein Damen-Tennisturnier der WTA Tour, das in der Stadt Dubai in den Vereinigten Arabischen Emiraten ausgetragen wird. Ab 2015 tauschte es jedes Jahr mit dem Turnier in Doha die Wertigkeit: In den ungeraden Jahren gehörte es der Kategorie Premier 5 an, während es in den geraden Jahren als Premier gewertet wurde. Seit 2023 gehört das Turnier zur Kategorie WTA 1000.

## Spielstätte
Ausgetragen wird das Turnier im Dubai Duty Free Tennis Centre (vorher: Aviation Club Tennis Centre), das 1996 eröffnet wurde. Der Hauptplatz hat eine Kapazität von 5.000 Zuschauern.

## Konflikt um Shahar Peer 2009
Das Turnier kam 2009 abseits vom Sport ins Gerede. Der israelischen Spielerin Shahar Peer wurden sowohl ein Visum (die Vereinigten Arabischen Emirate pflegten zu dieser Zeit keine diplomatischen Beziehungen zu Israel) als auch die Teilnahme am Turnier, das ein kombiniertes Herren- und Damenturnier ist, verweigert. Turnierdirektor Salah Tahlak begründete dies damit, dass Peers Anwesenheit Ärger in der arabischen Welt hätte hervorrufen können, wie dies bereits beim Turnier in Auckland als Reaktion auf die israelisch-palästinensischen Konflikte 2008/09 der Fall gewesen sei. 
Der Vorgang schlug hohe Wellen; einige Spielerinnen, darunter Venus Williams und Swetlana Kusnezowa, und der WTA-Vorsitzende Larry Scott zeigten sich empört, der Tennis Channel verweigerte eine Übertragung, das Wall Street Journal kündigte sein Engagement als Sponsor. Auch sagten deswegen einige Top-Spieler, darunter Andy Roddick, ihre Teilnahme ab. Roger Federer und Rafael Nadal zogen sich ebenfalls vom Turnier zurück, beide begründeten dies aber mit einer Verletzung. Die WTA belangte die Turnierleitung aufgrund ihrer Vorgehensweise schließlich mit einer Strafzahlung in Höhe von 300.000 US-Dollar.

## Siegerliste

### Einzel
| Jahr | Kategorie | Siegerin                   | Finalgegnerin       | Ergebnis       |
| ---- | --------- | -------------------------- | ------------------- | -------------- |
| 2001 | Tier II   | Martina Hingis             | Nathalie Tauziat    | 6:4, 6:4       |
| 2002 | Tier II   | Amélie Mauresmo            | Sandrine Testud     | 6:4, 7:63      |
| 2003 | Tier II   | Justine Henin-Hardenne (1) | Monica Seles        | 4.6, 7:64, 7:5 |
| 2004 | Tier II   | Justine Henin-Hardenne (2) | Swetlana Kuznetsowa | 7:63, 6:3      |
| 2005 | Tier II   | Lindsay Davenport          | Jelena Janković     | 6:4, 3:6, 6:4  |
| 2006 | Tier II   | Justine Henin-Hardenne (3) | Marija Scharapowa   | 7:5, 6:2       |
| 2007 | Tier II   | Justine Henin (4)          | Amélie Mauresmo     | 6:4, 7:5       |
| 2008 | Tier II   | Jelena Dementjewa          | Swetlana Kuznetsowa | 4:6, 6:3, 6:2  |
| 2009 | Premier 5 | Venus Williams (1)         | Virginie Razzano    | 6:4, 6:2       |
| 2010 | Premier 5 | Venus Williams (2)         | Wiktoryja Asaranka  | 6:3, 7:5       |
| 2011 | Premier 5 | Caroline Wozniacki         | Swetlana Kusnezowa  | 6:1, 6:3       |
| 2012 | Premier   | Agnieszka Radwańska        | Julia Görges        | 7:5, 6:4       |
| 2013 | Premier   | Petra Kvitová              | Sara Errani         | 6:2, 1:6, 6:1  |
| 2014 | Premier   | Venus Williams (3)         | Alizé Cornet        | 6:3, 6:0       |
| 2015 | Premier 5 | Simona Halep (1)           | Karolína Plíšková   | 6:4, 7:64      |
| 2016 | Premier   | Sara Errani                | Barbora Strýcová    | 6:0, 6:2       |
| 2017 | Premier 5 | Elina Switolina (1)        | Caroline Wozniacki  | 6:4, 6:2       |
| 2018 | Premier   | Elina Switolina (2)        | Darja Kassatkina    | 6:4, 6:0       |
| 2019 | Premier 5 | Belinda Bencic             | Petra Kvitová       | 6:3, 1:6, 6:2  |
| 2020 | Premier   | Simona Halep (2)           | Jelena Rybakina     | 3:6, 6:3, 7:65 |
| 2021 | 1000      | Garbiñe Muguruza           | Barbora Krejčíková  | 7:66, 6:3      |
| 2022 | 500       | Jeļena Ostapenko           | Werena Kudermetowa  | 6:0, 6:4       |
| 2023 | 1000      | Barbora Krejčíková         | Iga Świątek         | 6:4, 6:2       |
| 2024 | 1000      | Jasmine Paolini            | Anna Kalinskaja     | 4:6, 7:5, 7:5  |
| 2025 | 1000      | Mirra Andrejewa            | Clara Tauson        | 7:61, 6:1      |

### Doppel
| Jahr | Kategorie | Siegerinnen                                            | Finalgegnerinnen                      | Ergebnis          |
| ---- | --------- | ------------------------------------------------------ | ------------------------------------- | ----------------- |
| 2001 | Tier II   | Yayuk Basuki Caroline Vis                              | Åsa Carlsson Karina Habšudová         | 6:0, 4:6, 6:2     |
| 2002 | Tier II   | Barbara Rittner Maria Vento-Kabchi                     | Sandrine Testud Roberta Vinci         | 6:3, 6:2          |
| 2003 | Tier II   | Swetlana Kusnezowa Martina Navratilova                 | Cara Black Jelena Lichowzewa          | 6:3, 7:6          |
| 2004 | Tier II   | Janette Husárová Conchita Martínez                     | Swetlana Kusnezowa Jelena Lichowzewa  | 6:0, 1:6, 6:3     |
| 2005 | Tier II   | Virginia Ruano Pascual Paola Suárez                    | Swetlana Kusnezowa Alicia Molik       | 6:7, 6:2, 6:1     |
| 2006 | Tier II   | Květa Peschke Francesca Schiavone                      | Swetlana Kusnezowa Nadja Petrowa      | 3.6, 7:6, 6:3     |
| 2007 | Tier II   | Cara Black (1) Liezel Huber (1)                        | Swetlana Kusnezowa Alicia Molik       | 7:66, 6:4         |
| 2008 | Tier II   | Cara Black (2) Liezel Huber (2)                        | Zheng Jie Yan Zi                      | 7:5, 6:2          |
| 2009 | Premier 5 | Cara Black (3) Liezel Huber (3)                        | Marija Kirilenko Agnieszka Radwańska  | 6:3, 6:3          |
| 2010 | Premier 5 | Nuria Llagostera Vives María José Martínez Sánchez (1) | Květa Peschke Katarina Srebotnik      | 7:65, 6:4         |
| 2011 | Premier 5 | Liezel Huber (4) María José Martínez Sánchez (2)       | Květa Peschke Katarina Srebotnik      | 7:65, 6:3         |
| 2012 | Premier   | Liezel Huber (5) Lisa Raymond                          | Sania Mirza Jelena Wesnina            | 6:2, 6:1          |
| 2013 | Premier   | Bethanie Mattek-Sands Sania Mirza                      | Nadja Petrowa Katarina Srebotnik      | 6:4, 2:6, [10:7]  |
| 2014 | Premier   | Alla Kudrjawzewa Anastasia Rodionova                   | Raquel Kops-Jones Abigail Spears      | 6:2, 5:7, [10:8]  |
| 2015 | Premier 5 | Tímea Babos Kristina Mladenovic                        | Garbiñe Muguruza Carla Suárez Navarro | 6:3, 6:2          |
| 2016 | Premier   | Chia-jung Chuang Darija Jurak                          | Caroline Garcia Kristina Mladenovic   | 6:4, 6:4          |
| 2017 | Premier 5 | Jekaterina Makarowa Jelena Wesnina                     | Andrea Hlaváčková Peng Shuai          | 6:2, 4:6, [10:7]  |
| 2018 | Premier   | Chan Hao-ching Yang Zhaoxuan                           | Hsieh Su-wei Peng Shuai               | 4:6, 6:2, [10:8]  |
| 2019 | Premier 5 | Hsieh Su-wei(1) Barbora Strýcová (1)                   | Lucie Hradecká Jekaterina Makarowa    | 6:4, 6:4          |
| 2020 | Premier   | Hsieh Su-wei (2) Barbora Strýcová (2)                  | Barbora Krejčíková Zheng Saisai       | 7:5, 3:6, [10:5]  |
| 2021 | 1000      | Alexa Guarachi Darija Jurak                            | Xu Yifan Yang Zhaoxuan                | 6:0, 6:3          |
| 2022 | 500       | Weronika Kudermetowa (1) Elise Mertens                 | Ljudmyla Kitschenok Jeļena Ostapenko  | 6:1, 6:3          |
| 2023 | 1000      | Weronika Kudermetowa (2) Ljudmila Samsonowa            | Chan Hao-ching Latisha Chan           | 6:4, 6:74, [10:1] |
| 2024 | 1000      | Storm Hunter Kateřina Siniaková (1)                    | Nicole Melichar-Martinez Ellen Perez  | 6:4, 6:2          |
| 2025 | 1000      | Kateřina Siniaková (2) Taylor Townsend                 | Hsieh Su-wei Jeļena Ostapenko         | 7:65, 6:4         |